# Tirà cabut cua-roig
El  tirà cabut cua-roig (Ramphotrigon ruficauda) és un ocell de la família dels tirànids (Tyrannidae).

## Hàbitat i distribució
Habita els boscos de les terres baixes de l'est de Colòmbia i sud de Veneçuela, Guaiana, Amazònia, nord-est del Brasil, sud-est de l'Equador, est del Perú i nord de Bolívia.